# Jorge Paleólogo Cantacuceno
Jorge Paleólogo Cantacuceno (en griego: Γεώργιος Παλαιολόγος Καντακουζηνός; c. 1390-1456/59) fue un aristócrata y aventurero bizantino, miembro de la familia Cantacuceno. También es conocido por el apodo turco de Sachatai, que se ganó al servicio del déspota Constantino al principio de su carrera militar.

## Biografía
Jorge Paleólogo Cantacuceno fue probablemente el hijo de Teodoro Paleólogo Cantacuceno. Entre sus hermanos se encontraban la déspota de Serbia Irene Cantacucena, la emperatriz de Trebisonda Helena y la esposa anónima del rey Jorge VIII de Georgia. También fue primo de los dos últimos emperadores bizantinos, Juan VIII Paleólogo y Constantino XI Paleólogo.
Pasó su juventud en la capital bizantina, Constantinopla, donde estudió con Juan Cortasmeno. Más tarde se trasladó al Despotado de Morea, donde está atestiguado en documentos de Dubrovnik escritos en 1431. Tenía inclinaciones académicas y mantuvo una biblioteca en Kalávrita, donde fue visitado por Ciríaco de Ancona en 1436.
Cuando el déspota Constantino (el futuro Constantino XI) partió hacia Constantinopla en septiembre de 1437 para gobernar la ciudad durante la ausencia de su hermano Juan VIII Paleólogo, Jorge también abandonó Grecia. Visitó a su hermana Helena en Trebisonda, luego a su otra hermana Irene en Serbia, donde decidió establecerse. Ayudó en la construcción y defensa del castillo de Smederevo que su hermana y cuñado Đurađ Branković iniciaron en 1430; durante un tiempo estuvo al mando de la guarnición de esa fortificación. Una nota fechada el 31 de mayo de 1454 en un manuscrito de Procopio (Cod. Palatin. gr. 278) indica que perteneció a Jorge Cantacuceno mientras vivía en Smederevo.
Su bisnieto, el historiador Teodoro Espandune, registró que Jorge lideró la defensa de Smederevo contra los ataques de los húngaros en 1456, negándose a entregar la fortaleza incluso cuando los atacantes hicieron desfilar a su hijo cautivo Theodore ante las murallas. El historiador Donald Nicol, que estudió a la familia Cantacuceno, cree que Jorge no estuvo presente en la primera toma turca de la fortaleza por Murad II en 1439, cuando la defensa de Smederevo estaba en manos de su hermano Thomas, ni en su asedio final y captura por Mehmet II el 20 de junio de 1459.
Nicol fecha su muerte entre 1456 y 1459, y sostiene que este Jorge Cantacuceno no es idéntico al «Jorge Paleólogo» que, según George Sphrantzes, estuvo involucrado en el conflicto entre los déspotas Demetrio y Tomás Paleólogo en Morea en 1459.

## Familia
Hugues Busac, compilando la genealogía de su esposa Carola Cantacucena de Flory, describe a Jorge Paleólogo Cantacuceno como su abuelo y hermano del Gran doméstico Andrónico Paleólogo Cantacuceno. Espandune lo reclamó como su abuelo materno, y en otros lugares lo describe como el nieto del emperador Juan VI Cantacuceno. Nicol cree que Espandune está equivocado, y que el emperador Juan VI fue su bisabuelo y Mateo Cantacuceno su abuelo.
Aunque no existe ningún registro del nombre de su esposa, Hugues Busac le atribuye una familia de nueve hijos, cuatro hijos y cinco hijas. Según Nicol, son:
- Teodoro Cantacuceno (¿murió en 1459?)
- Manuel Cantacuceno (vivió entre 1450 y 1470)
- Tomás Cantacuceno (vivió en 1460), solo conocido a través de la genealogía de Busac.[8]
- Demetrio Cantacuceno, de quien no se sabe nada seguro.[9]
- Una hija sin nombre, que se casó con Jorge Raúl; Raúl sirvió como enviado del déspota de Morea Tomás Paleólogo en julio de 1460[10]
- Otra hija sin nombre, que se casó con Nicolás Paleólogo.[11]
- Zoe Cantacuceno de Flory, que se casó con Jaime II de Flory, conde de Jaffa, y los padres de la esposa de Hugues Busac, Carola.[12]
- Ana Cantacuceno, que se casó con Vladislav Hercegović
- Otra hija anónima, que Nicol especula fue la madre de Eudocia Cantacuceno, la madre de Teodoro Espandune.[13]